# Gnophos disertata
Gnophos disertata är en fjärilsart som beskrevs av Franz Dannehl 1933. Gnophos disertata ingår i släktet Gnophos och familjen mätare. Inga underarter finns listade i Catalogue of Life.